# 青山理
青山 理（あおやま おさむ、1959年3月1日 - ）は、日本の実業家。青山商事代表取締役社長。

## 人物・経歴
広島県生まれ。青山商事創業者青山五郎の長男。1981年日本大学商学部卒業、青山商事入社。1988年取締役商品部長に昇格。1989年取締役商品副本部長。1991年常務取締役商品副本部長。1997年専務取締役商品本部長。2001年専務取締役スーツ事業本部長。2003年専務取締役営業本部長。
2005年から青山商事代表取締役社長を務め、紳士服市場の縮小が進む中、事業の多角化を進めた。2006年青山キャピタル取締役。2007年カジュアルランドあおやま代表取締役社長、青山物産代表取締役。2008年青五取締役、エム・ディー・エス取締役、栄商取締役。2010年イーグルリテイリング代表取締役社長。2011年glob取締役。
2003年秋にCCCは日本初の共通ポイント「Tポイント」をスタートさせたが、当初は加盟店開拓に苦戦が続き、Tポイントを考案した笠原和彦は、青山理にTポイントを売り込んだ。4か月後、青山理は1業種1社ルールを理解し2006年に加盟を決断。青山理はポイント5倍キャンペーンというアイデアを笠原に持ちかけ、2006年12月から3ヵ月実施したところ威力は絶大で、苦境だったCCCにとってまさに神風となり救世主となった。その後、笠原は洋服の青山が第1号となったポイント「倍付け」キャンペーンを他加盟店に横展開していき、今や当たり前となった倍付けという新たなマーケティング手法は一挙に広まっていった。青山理のアイデアがその魁となったのである。
2013年、日経MJのインタビューで理は、「紳士服業界は最終的に2社しか残れないでしょう」との認識を述べた。
2021年のインタビューで理は、コロナ前からスーツ市場は10年後に最大4割減ると予想していたが、「スーツ市場は1年で10年分縮んでしまった」と語った。
2022年のインタビューで理は、「オーダースーツは既製服より8割ほど客単価が高い。これからは安売りではなく単価増で勝負する」とし、10年後をメドにスーツ売上高に占める既製服とオーダーの割合を同じにする考えを述べた。
2023年秋に「洋服の青山」全国47都道府県、全店舗に「オーダースーツ SHITATE（シタテ）」導入が完了したが、理は洋服の青山のオーダースーツ比率をスーツ売り上げの50%まで高めていく考えである。